# Agrotis scotacra
Agrotis scotacra là một loài bướm đêm trong họ Noctuidae.